# ジーノ・カッペッロ
ジーノ・カッペッロ（Gino Cappello, 1920年6月2日 - 1990年3月28日）は、イタリア王国・パドヴァ出身のサッカー選手。元イタリア代表。ポジションはフォワード。

## 経歴

### クラブ
1920年6月2日、イタリア王国北部のパドヴァに生まれ、ACパドヴァでキャリアをスタートした。1940年から3シーズンはACミラーノ（現ACミラン）でプレーし、1944年に再びパドヴァに在籍したのち、1945年からはボローニャFCの一員となった。ボローニャでは初年度にコッパ・アルタ・イターリアのタイトルを獲得するなど、主力として11シーズンに渡り在籍した。一方で、1948年にはナポリ事件と言われるスキャンダルに関わり2か月の出場停止を受けた。また1952年の夏には審判に暴行を働いたとして一時永久追放の処分を受けたが、裁判ではその行為が行われたことが認められないとされ、1年間の出場停止に変更された。その後ACノヴァーラに移籍し、現役生活を終えた。

### 代表
スペルガの悲劇後のイタリア代表の一員として、1950年ブラジル大会と1954年スイス大会の2度のFIFAワールドカップに出場したが、チームは共に決勝トーナメント進出には至らなかった。

### 引退後
1960年、アタランタBCに所属しているかつてのチームメイト、ジョヴァンニ・カットッツォに対し、ジェノアCFCとの試合で意図的に負けるよう金銭を渡し持ち掛けた。カットッツォはこれをアタランタの会長に報告し、その後の調査によりカッペッロは永久追放の処分を受けた。また、セリエAで最下位となり降格が決まっていたジェノアもさらに勝ち点を剥奪され、0ポイントで1959-60シーズンを終え、セリエBに舞台を移した翌シーズンも勝ち点7減からのスタートとなる処分を受けた（カッペッロ事件）。

## タイトル
ボローニャ
- コッパ・アルタ・イターリア（イタリア語版）：1945-46